# Łuna 10
Łuna 10 – radziecka bezzałogowa sonda kosmiczna wystrzelona w ramach programu Łuna. Stała się pierwszym sztucznym satelitą Księżyca.
Przeprowadziła badania na orbicie Księżyca, zbierając ważne dane na temat siły pola magnetycznego Księżyca, jego pasów radiacyjnych oraz natury skał księżycowych, promieniowania kosmicznego i gęstości mikrometeorów. Być może jej najważniejszym odkryciem był pierwszy dowód na istnienie maskonów.

## Przebieg misji
Została wystrzelona z kosmodromu Bajkonur na rakiecie nośnej Mołnia M 31 marca 1966 o godz. 13:46 czasu moskiewskiego. Na orbicie księżycowej znalazła się 3 kwietnia o godz. 21:44 czasu moskiewskiego. Parametry orbity (pierwotne w dniu 3 kwietnia 1966) – peryselenium 350 km, aposelenium 1017 km, okres obiegu 2h58m15s, kąt nachylenia orbity względem równika Księżyca 71°54'. Parametry w dniu 30 maja: peryselenium 378,7 km, aposelenium 985,3 km, okres obiegu 2h58m3s, kąt nachylenia 72°2'. Aparatura sondy działała do 30 maja 1966 (wyładowały się baterie ogniw chemicznych dostarczające energię elektryczną aparaturze). Okres użytecznego działania 57 dni. Tym samym zakończyła się jej misja naukowa. Do tego czasu przeprowadzono 219 seansów łączności radiowej z próbnikiem. W tym okresie okrążył on Księżyc 460 razy i przebył odległość około 7 milionów kilometrów. Z Łuny 10 wielokrotnie przesłano na Ziemię melodię Międzynarodówki (po raz pierwszy w czasie XXIII Zjazdu KPZR). Przewidywany czas pozostawania sondy na orbicie wynosił kilka lat. 

## Aparatura naukowa
1. miernik mikrometeorytów – do rejestracji cząstek na trasie Ziemia-Księżyc,
2. spektrometr gamma – do badania promieniowania powierzchni Księżyca,
3. magnetometr – do pomiarów natężenia pola magnetycznego w pobliżu powierzchni Księżyca,
4. aparatura do badania plazmy słonecznej w przestrzeni wokół Księżyca,
5. aparatura do pomiarów promieniowania podczerwonego powierzchni Księżyca,
6. aparatura do pomiarów dawek promieniowania jonizującego w pobliżu Księżyca.
Badania pola grawitacyjnego na drodze wyznaczania parametrów orbity Łuny 10 – jedno z podstawowych zadań satelity.